# Acaena leptacantha
Acaena leptacantha là loài thực vật có hoa trong họ Hoa hồng. Loài này được Phil. mô tả khoa học đầu tiên năm 1864.